# Aguilar del Río Alhama
Aguilar del Río Alhama település Spanyolországban, La Rioja autonóm közösségben. Aguilar del Río Alhama Cervera del Río Alhama, Cigudosa, Dévanos, Navajún, San Felices, Valdemadera és Ágreda községekkel határos. Lakosainak száma 426 fő (2024).

## Népesség
A település népessége az elmúlt években az alábbi módon változott:
| Lakosok száma | 664  | 703  | 598  | 573  | 546  | 511  | 479  | 460  | 442  | 426  |
|               | 2001 | 2004 | 2007 | 2009 | 2012 | 2014 | 2017 | 2019 | 2022 | 2024 |